# Blennius
Blennius è un genere di pesci della famiglia dei Blenniidae comprendente due specie di cui una (B. ocellaris) presente nel mar Mediterraneo.

## Specie
- Blennius normani Poll, 1949
- Blennius ocellaris Linnaeus, 1758

## Tassonomia
Fino a qualche anno fa la quasi totalità delle specie di Blenniidae mediterranei (e mondiali) erano attribuiti a questo genere, oggi smembrato.